# 塩沢村
塩沢村（しおざわむら）は福島県安達郡にあった村。現在の二本松市北西部、油井川上流域にあたる。

## 地理
- 山：黒森山、鉄山
- 河川：油井川

## 歴史
- 1889年（明治22年）4月1日 - 町村制の施行により塩沢村が単独で自治体を形成。
- 1955年（昭和30年）1月1日 - 二本松町・岳下村・杉田村・石井村・大平村と合併し、改めて二本松町が発足。同日塩沢村廃止。

## 交通

### 道路
現在は旧村域を東北自動車道が通過するが、当時は未開通。